# Kaszubska Jesień Rolnicza
Kaszubska Jesień Rolnicza - to coroczna impreza o charakterze rolniczym organizowana przez Pomorski Ośrodek Doradztwa Rolniczego w Lubaniu  (PODR) w Lubaniu. Odbywa się w ostatni weekend września na placu targowym należącym do PODR. Corocznie impreza ta gromadzi przeszło setkę wystawców i ponad 30 tys. odwiedzających. Jest to jedna z największych imprez plenerowych w województwie pomorskim.